# Haworthia scabra
Haworthia scabra ist eine Pflanzenart der Gattung Haworthia in der Unterfamilie der Affodillgewächse (Asphodeloideae).

## Beschreibung
Haworthia scabra wächst stammlos und langsam sprossend. Die zwölf bis 25 dreieckig-lanzettlichen, verschmälerten, einwärts gebogenen Laubblätter bilden eine Rosette mit einem Durchmesser von bis zu 6 Zentimeter und einer Höhe von 16 Zentimetern. Die trübgrüne Blattspreite ist bis zu 1,6 Zentimeter lang und 2,2 Zentimeter breit. Sie ist beinahe so dick wie breit. Die Blattoberfläche ist rau oder glatt. Auf ihr können deutlich erhabene Warzen gleicher Farbe vorhanden sein, die nicht zusammenfließen.
Der spärlich verzweigte, lockere Blütenstand erreicht eine Länge von bis zu 42 Zentimeter und besteht aus 15 bis 20 Blüten. Die verkehrt kopfige Blütenröhre ist gebogen und die inneren Perigonblätter sind zurückgerollt.

## Systematik und Verbreitung
Haworthia scabra ist in den südafrikanischen Provinzen Westkap und Ostkap verbreitet.
Die Erstbeschreibung durch Adrian Hardy Haworth wurde 1819 veröffentlicht. Ein nomenklatorisches Synonym ist Aloe scabra (Haw.) Roem. & Schult.f. (1829).
Es werden folgende Varietäten unterschieden:
- Haworthia scabra var. scabra
- Haworthia scabra var. lateganiae (Poelln.) M.B.Bayer
- Haworthia scabra var. morrisiae (Poelln.) M.B.Bayer
- Haworthia scabra var. starkiana (Poelln.) M.B.Bayer

## Nachweise